# 大佛風景區
24°4′42.65″N 120°32′57.24″E / 24.0785139°N 120.5492333°E

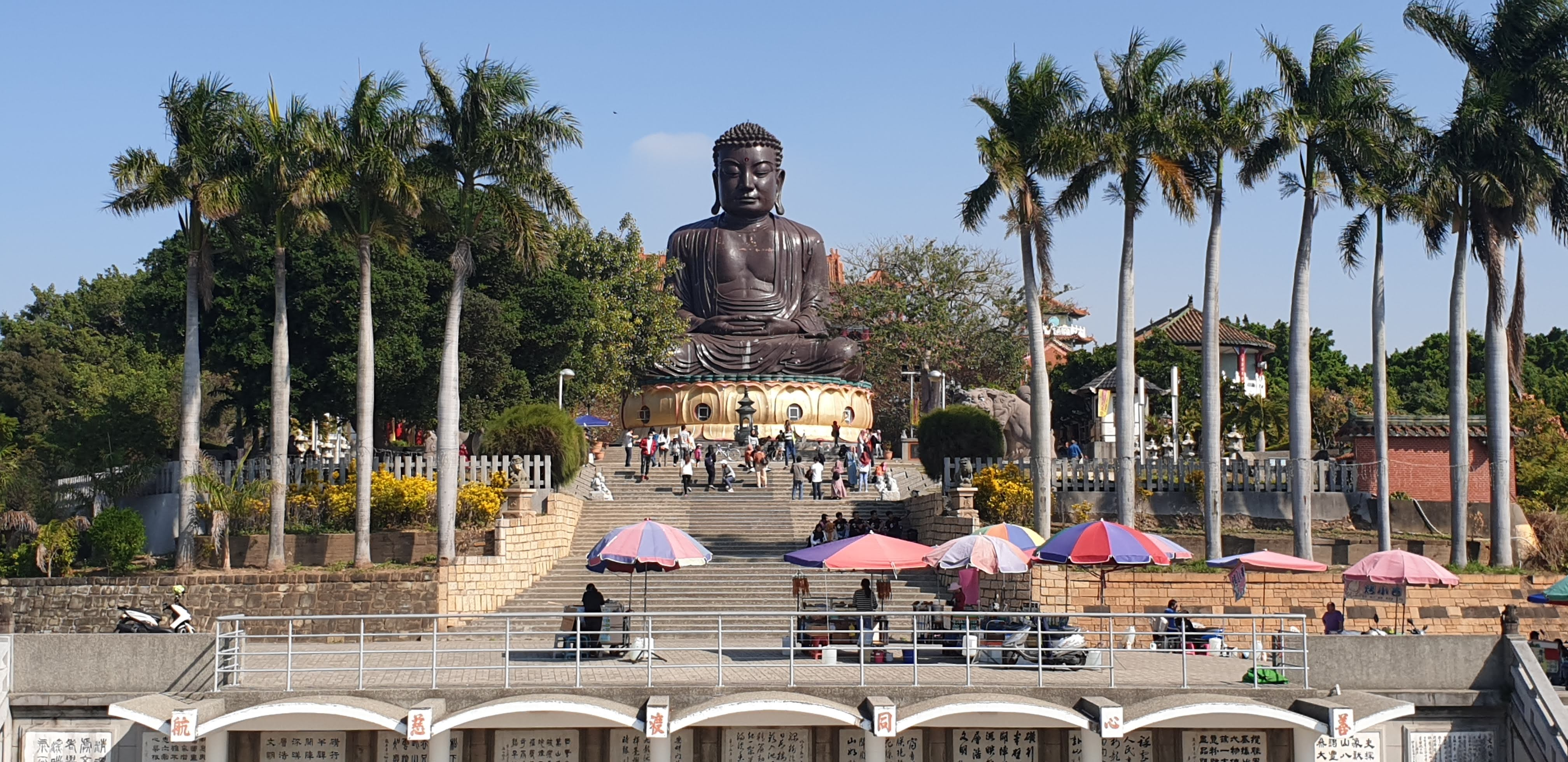
八卦山大佛遠景。

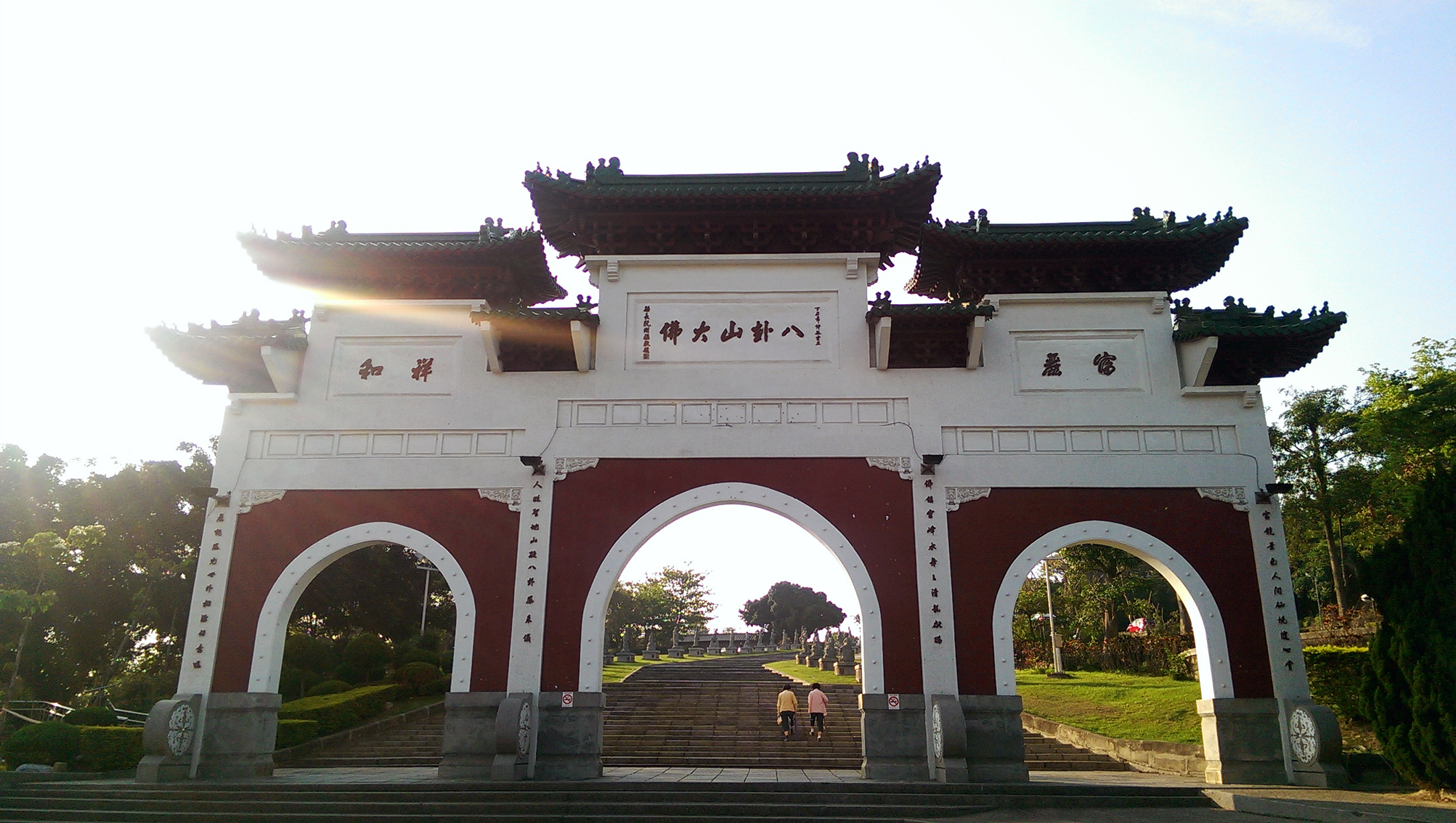
大佛風景區的入口牌坊。

大佛風景區，台灣旅遊景點之一，位於彰化縣東北方八卦山半山腰，為國家級風景區－八卦山風景區內風景據點之一，故亦稱「八卦山大佛風景區」。八卦山為彰化八景之首。「卦山春曉」為「彰化八景」之一。八卦山大佛為台灣歷史建築百景之一。

## 風景區
大佛風景區中大佛周邊（大佛、大佛殿等）現在為財團法人彰化縣八卦山大佛風景協會經管，周邊景點（銀橋飛瀑、天空步道等等）為彰化縣政府經營管理，交通部觀光局參山國家風景區管理處在大佛風景區設有全國第一座以「灰面鵟鷹」為主題的八卦山脈生態遊客中心－「灰面鵟鷹主題館」，館內除介紹八卦山脈生態及參山處（獅頭山、梨山、八卦山）景點外，更以春分的過客－「灰面鵟鷹」為主角，做一系列詳盡的介紹。風景區內主要景點有八卦山大佛、國軍忠靈塔、抗日烈士紀念碑公園、健康步道、八卦山脈生態遊客中心及天空步道。

## 八卦山大佛
八卦山大佛位於八卦山半山腰約莫海拔74公尺處，為一尊盤坐於4公尺高蓮花座上的釋迦牟尼佛，彷日本鎌倉大佛造形，總體高約23公尺，底座約694平方公尺。是彰化人的守護神
。
現在的八卦山大佛，原址為毀於陳周全事件戰火中的「鎮番亭」。在嘉慶年間，官府在此地又蓋了「定軍寨」做為守城要地，歷經戴潮春事件後曾整修過一次。在乙未戰爭中，傳說日本北白川宮能久親王死於炮擊，之後日本人在1914年拆除定軍寨，僅留下一面牆，並於此地建「北白川宮能久親王殿下紀念碑」。而二戰結束之後，國民政府又拆除了能久親王紀念碑。之後在善化堂堂主世溪松等人的推動、獲縣府核准，在1956年由林慶堯設計並監督興建大佛。一開始成立了「八卦山大佛建造促進委員會」，申請公有土地之使用權，並向民間各方信徒募款，在1956年3月4日於能久親王紀念碑之原址動土開工。然而好景不常，1959年8月，因彰化地區遭受到八七水災的肆虐而暫時停工。直到1960年5月才又成立了「財團法人彰化八卦山風景協建會」，繼續興建。
在歷經了10年的工程後，1961年大佛竣工。大佛以鋼筋水泥塑建而成，佛前有雙獅鼎立，底座佔地7畝，由蓮花座到佛頂共分六層，底層為小佛堂，二至五層設有塑像及文字解說關於佛陀一生事蹟。拾級盤旋而上可達頂層。大佛西南側新闢精緻庭園區，包含草坪、花架、奇石、坐椅等設施，提供一寧靜的休憩場所。
- 大佛第一層：佛殿
- 大佛第二層：佛陀誕生
- 大佛第二層：削髮出家
- 大佛第二層：獼猴獻果
- 大佛第三層：魔女誘惑
- 大佛第四層：佛陀說法

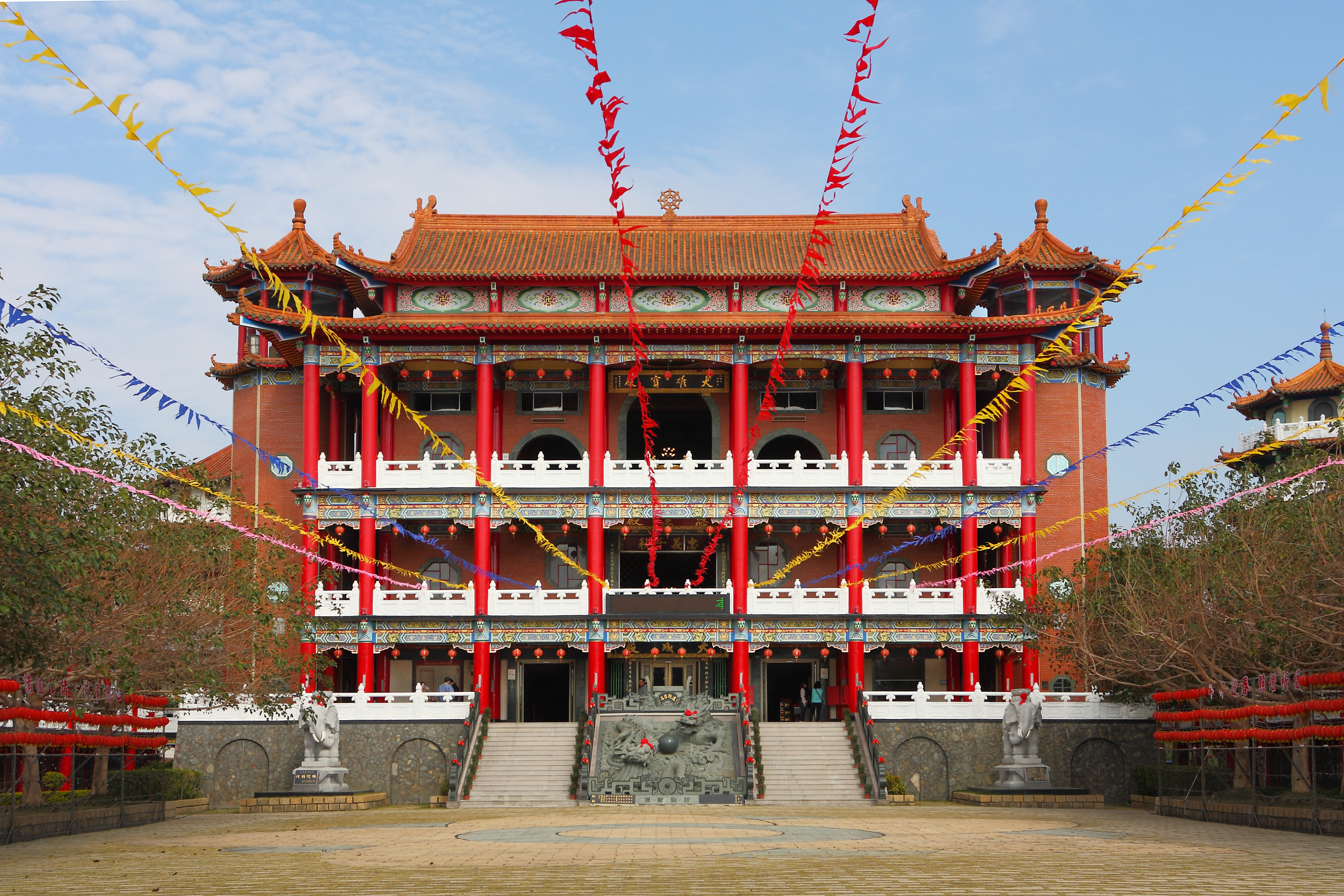
八卦山大佛寺

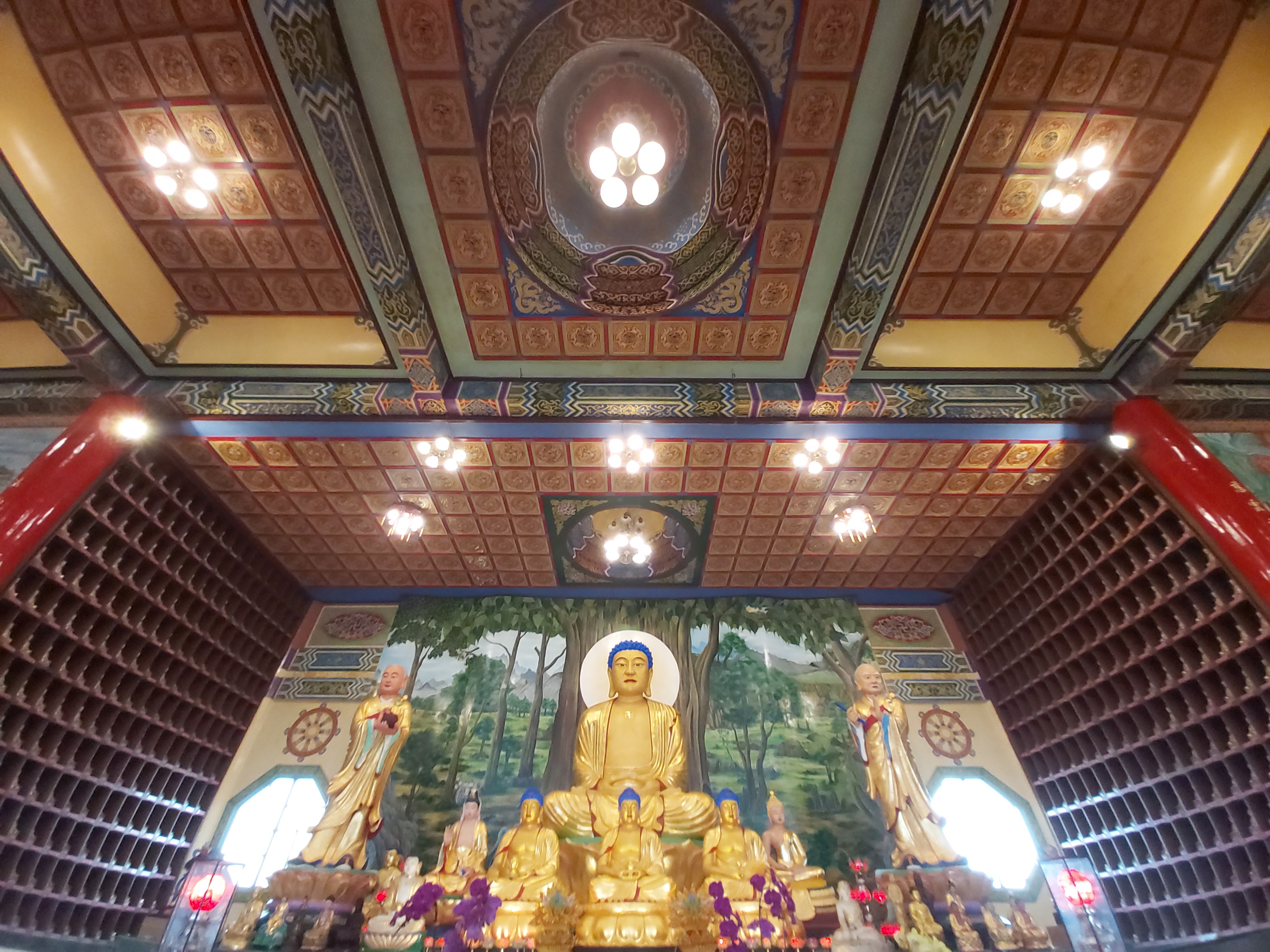
八卦山大佛寺三樓大雄寶殿

另外在1963年建造九龍池和二隻石獅、一對蓮花燈。1966年至1969年進行大佛兩側休息所的修建。1972年1月興建大佛寺，樓高四樓，上達25公尺（8丈2尺），採宮殿式建築，於1976年2月12日安座開光落成。八卦塔、八卦亭、大佛前牌樓等周邊附屬建築於1977年全面完工。
- 大成殿
- 恩主殿
- 大雄寶殿
- 廂房：禮坊購物中心與台灣文創中心
- 八卦塔
- 六合塔與禪心園

## 現大佛進行修復工程
現因大佛的損壞情況嚴重，年久失修，斑駁龜裂嚴重，已到風中殘燭的景象，希冀藉由本次修復工程將佛身表層塗漆毀損及建物漏水問題進行修復，而大佛色澤將以黑紅色調具金屬平光為原則，亮度深淺以現況調色為主，蓮花座顏色也依文化資產審議會通過之修復再利用計畫內容由所有人決定維持金色，藉以延續建物生命並保存文化資產價值，眾人期待重新動工後，可以如期為大佛換新衣，脫掉破爛的外衣，已於2022年3月3日後續修復工程工期計三百日曆天，預計於2022年12月修復完成。

## 大佛前32尊石像
大佛前兩排石像，共32尊說明如下：
大佛左邊：【佛身】、【聲聞身】、【帝釋身】、【大自在天身】、【毘沙門身】、【長者身】、【宰官身】、【比丘身】、【優婆塞身】、【婦女身】、【童女身】、【龍身】、【乾闥婆身】、【迦樓羅身】、【摩睺羅伽身】、【非人身】。
大佛右邊：【辟支佛身】、【梵王身】、【自在天身】、【天大將軍身】、【小王身】、【居士身】、【婆羅門身】、【比丘尼身】、【優婆夷身】、【童男身】、【天身】、【夜叉身】、【阿修羅身】、【緊那羅身】、【人身】、【執金剛神身】。
兩排石像之涵義：【三十三身】【遊化方便】－【佛陀】以【觀世音菩薩】【隨緣變現三十三身】，說明觀世音菩薩的【方便遊化】。智者大師將這【三十三身】【分為八類】：
（一）【聖身】【3 身】：若有國土眾生應以【佛身】得度者，觀世音菩薩即現佛身而為說法；應以【辟支佛身】得度者，即現辟支佛身而為說法；應以【聲聞身】得度者，即現聲聞身而為說法。
（二）【天身】【6 身】：應以【梵王身】得度者，即現梵王身而為說法；應以【帝釋身】得度者，即現帝釋身而為說法；應以【自在天身】得度者，即現自在天身而為說法；應以【大自在天身】得度者，即現大自在天身而為說法；應以【天大將軍身】得度者，即現天大將軍身而為說法；應以【毘沙門身】得度者，即現毘沙門身而為說法。
（三）【人身】【5 身】：應以【小王身】得度者，即現小王身而為說法；應以【長者身】得度者，即現長者身而為說法；應以【居士身】得度者，即現居士身而為說法；應以【宰官身】得度者，即現宰官身而為說法；應以【婆羅門身】得度者，即現婆羅門身而為說法。
（四）【四眾身】【4 身】：應以【比丘】、【比丘尼】、【優婆塞】、【優婆夷】等身得度者，即現比丘、比丘尼、優婆塞、優婆夷身而為說法。
（五）【婦女身】【4 身】：應以【長者】、【居士】、【宰官】、【婆羅門婦女】等身得度者，即現婦女身而為說法。
（六）【童男女身】【2 身】：應以【童男】、【童女】等身得度者，即現童男、童女身而為說法。
（七）【八部身】【8 身】：應以【天】、【龍】、【夜叉】、【乾闥婆】、【阿修羅】、【迦樓羅】、【緊那羅】、【摩侯羅伽】，人非人等身得度者，即皆現之而為說法。
（八）【執金剛身】【1 身】：應以【執金剛神】得度者，即現執金剛神而為說法。

## 注解
1. ↑  彰化八景：「卦山春曉」、「王功漁火」、「虹橋夕照」、「定寨望洋」、「鹿港飛帆」、「虎巖聽竹」、「清水春光」、「柳橋晚眺」等。

## 外部連結
- 八卦山地標變動 - 大佛亮起來 （页面存档备份，存于）